# Vohilava (Mananjary)
Vohilava is een plaats en gemeente in Madagaskar gelegen in het district Mananjary van de regio Vatovavy-Fitovinany. Er woonden bij de volkstelling in 2001 ongeveer 32.000 mensen. Bij de plaats eindigt de N24.
In de plaats is basisonderwijs en voortgezet onderwijs voor jonge kinderen beschikbaar. 97% van de bevolking is landbouwer. Het belangrijkste gewas is koffie en rijst, maar er wordt ook bananen verbouwd. 3% van de bevolking is werkzaam in de dienstensector.